# Xã Oriska, Quận Barnes, Bắc Dakota
Xã Oriska (tiếng Anh: Oriska Township) là một xã thuộc quận Barnes, tiểu bang Bắc Dakota, Hoa Kỳ. Năm 2010, dân số của xã này là 65 người.